# Бубонска куга
Бубонска куга је назив за најчешћи и најпознатији облик куге. Изазива је бактерија Јерсинија пестис. Израз бубонска долази од речи бубон, назив за отечену жлезду, а односи се на један од њених најпознатијих симптома, отечене лимфне жлезде испод пазуха. Уколико се бубонска куга не лечи, изазива смрт две трећине свих пацијената у року од два до шест дана од избијања симптома. Након једног до седам дана од излагања бактерији развијају се симптоми налик грипу. Ови симптоми обухватају грозницу, главобољу, и повраћање. Натекли и болни лимфни чворови јављају се у области најближој месту где је бактерија прошла кроз кожу. Понекад, отекли лимфни чворови пуцају.
Три типа куге су резултат начина инфекције: бубонска куга, септикемијска куга, и пнеумонична куга. Бубонска куга се углавном шири путем инфицираних бува са малих животиња. Она исто тако може да буде резултат излагања телесним течностима мртве животиње заражене кугом. У бубонској форми куге, бактерија улази кроз кожу путем бувљег уједа и путује преко лимфних судова до лимфних чворова, узрокујући отицање. Дијагноза се успоставља налажењем бактерије у крви, испљувку, или течности из лимфних чворова.
Превенција се остварује путем мера јавног здравља као што је недолажење у контакт са мртвим животињама у областима где је куга честа појава. Утврђено је да вакцине нису од велике користи у превенцији куге. Неколико антибиотика је ефективно за третман, укључујући стрептомицин, гентамицин, и доксициклин. Без третмана, куга доводи до смрти од 30% до 90% заражених особа. Смрт, ако до ње дође, типично се јавља у току десет дана. Са третманом ризик од смрти је око 10%. Глобално се јави око 650 документованих случаја годишње, што резултира у ~120 смртних случајева. У 21. веку, ова болест се најчешће јавља у Африци.
Сматра се да је куга узрочник црне смрти која је прошла кроз Азију, Европу и Африку у 14. веку изазвала смрт око 50 милиона људи, што је 30%-60% од укупног броја становника Европе тог периода. Пошто је куга усмртила тако велики део радне популације, плате су порасле услед велике потражње за радном снагом. Неки историчари виде овај догађај као прекретну тачку у европском економском развоју. Термин бубонска је изведен из грчке речи βουβών, са значењем „препона”. Термини „бубони” се исто тако користи за отекле лимфне чворове.

## Знаци и симптоми
Најпознатији симптом бубонске куге је један или више инфицираних, увећаних и болних лимфних чворова, познатих као бубони. Након преноса путем угриза заражене буве, бактерије врсте Y. pestis се локализују у отеченим лимфним нодовима, где почињу да колонизују и да се репродукују. Бубони асоцирани са бубонском кугом су обично присутни испод пазуха, горњем феморалном, препонском и вратном подручју. Гангрена екстремитета (тј., прстију на рукама и ногама, усни и носа) је још један чест симптом.
Услед њеног мода преноса базираног на уједу буве, бубонска куга је често први од прогресивне серије болести. Симптоми бубонске куге се нагло појављују неколико дана након излагања бактерији. Симптоми обухватају:
- Грозница
- Опште лоше осећање (слабост)
- Висока температура >39 °C (102,2 °F)
- Грчеви мишића[11]
- Епилептички напади
- Глатко, болно отицање лимфних жлезда у виду бубона, обично у регионима препонама, али се може појавити под пазухом или на врату, најчешће у близини места иницијалне инфекције (уједа или огреботина)
- Бол се може јавити на делу тела пре појаве отока
- Гангрена екстремитета као што су прсти ногу и руку, усана и врха носа.[12]

Други симптоми обухватају тешко дисање, непрестано повраћање крви (хематемеза), бол у удовима, кашаљ, екстремни бол узрокован распадањем или декомпозицијом коже док је особа још жива. Додатни симптоми су екстремни умор, гастроинтестинални проблеми, лентикуле (црне тачке расуте по телу), делиријум и кома.

## Дијагноза
Неопходно је лабораторијско тестирање да би се успоставила дијагноза и потврдила куга. Идеално, потврђивање се врши путем идентификације Y. pestis културе из пацијентовог узрока. Потврђивање инфекције се може обавити испитивањем серума узетог током раних и касних ступњева инфекције. Да би се брзо тестирало за присуство Y. pestis антигена код пацијената, брзи тестови у виду мерног штапића су развијени за теренску употребу.
Узорци узети за тестирање обухватају: отекле лимфне чворове карактеристичне за бубонску кугу, при чему се узорци узимају из њих иглом, крв, и плућне узорке.